# Анджан Чаттерджи
Анджан Чаттерджи (род. 22 октября 1958) — американский нейробиолог, специализирующийся в области пространственного познания и его отношения к языку, а также нейроэстетики. Профессор неврологии в Школе медицины им. Перельмана Пенсильванского университета, руководитель Нейроэстетического центра при Пенсильванском университете, член Центра когнитивной науки. Бывший президент Международной Ассоциации Эмпирической Эстетики и председатель Общества поведенческой и когнитивной неврологии.

## Биография
Получил степень бакалавра в Хаверфордском колледже в 1980 и степень магистра в университете Пенсильвании в 1985. После стажировки в медицинском колледже Пенсильвании он обучался неврологии в университете Чикаго. Окончил научно-исследовательскую программу в Кейсовском университете и в университете Флориды. C 1992 по 1999 был доцентом при неврологическом факультете университета Алабамы в Бирмингеме, а с 1999 по 2008 в университете Пенсильвании. С 2008 года занимает должность профессора.

## Сфера научных интересов

### Пространственное познание, представление события и язык
Для изучения когнитивных систем Чаттерджи использует исследования, проведенные на пациентах с неврологическими заболеваниями, и методы функциональной нейровизуализации. Он исследует представление человеческим мозгом на уровне нейронов событий, а также пространственных и причинно-следственных связей. Он также интересуется взаимосвязями между восприятием, представлением и языком. Чаттерджи скептически относится к теории симуляции внутри теории воплощённого познания и отмечает значимость верной интерпретации результатов при выдвижении каких-либо выводов по этой теме.

### Нейроэстетика
Чаттерджи изучает влияние заболеваний, связанных с повреждением мозга, на осуществление художественных практик. В своем исследовании для научного журнала International Review of Neurobiology он рассмотрел, как у людей с повреждением мозга возникает способность более точно и ярко выражать свои артистические способности и как повреждение мозга может создать предрасположенность к искусству как таковую.
Среди других вопросов, касающихся эстетического опыта, Чаттерджи интересует восприятие человеком красивых черт лица и то, какие процессы в головном мозге позволяют человеку решить, привлекательно то или иное лицо или нет. В 2017 году Чаттерджи выступил на конференции TED, где осветил выводы ряда исследований по этой теме.
Также Чаттерджи исследует вопросы общего характера, такие, как перспективы и сложности, стоящие перед нейроэстетикой.

### Нейроэтика
В 2004 году Чаттерджи ввел термин «косметическая неврология», чтобы описать, как достижения в области клинической неврологии могут быть использованы для улучшения способностей здоровых людей и решения этических проблем, вытекающих из этой практики. Он также пишет о проблемах, которые возникают, когда сталкиваются интересы коммерческих и медицинских учреждений.